# The Call of the Soul (film 1919)
The Call of the Soul è un film muto del 1919 diretto da Edward J. Le Saint.

## Trama
Abbandonati su un'isola, il dottor Clayton e l'infermiera Barbara Deming restano soli. L'uomo aggredisce la bella Barbara e, quando vengono salvati, lui la lascia per unirsi a una spedizione artica. La giovane infermiera dà segretamente alla luce una bambina, aiutata da una collega. Barbara sposa poi McClintock, il capo della spedizione polare, nascondendogli però di avere una figlia. Clayton, al suo ritorno, si reca da McClintock che scopre così il segreto della moglie. La piccola, gravemente malata, viene salvata da Clayton, valente chirurgo. Il medico, poi, lascia il paese per un'altra spedizione; la bambina, invece, viene accolta dalla madre e da McClintock.

## Produzione
Il film fu prodotto dalla Fox Film Corporation.

## Distribuzione
Il copyright del film, richiesto da William Fox, fu registrato con il titolo Quicksands il 19 gennaio 1919 con il numero LP13293.
Distribuito dalla Fox Film Corporation, il film uscì nelle sale cinematografiche USA il 19 gennaio 1919.